# Il grande mistero di Bow
Il grande mistero di Bow è un romanzo giallo dello scrittore inglese Israel Zangwill realizzato nel 1891, dopo essere stato pubblicato a puntate su una rivista. L'autore è stato il primo, dopo Edgar Allan Poe, ad utilizzare il genere del mistero della camera chiusa; inoltre, anticipando Ellery Queen la rivista ha lanciato una prima sfida ai propri lettori, invitandoli ad inviare per posta le soluzioni proposte.

## Trama
Bow, povero quartiere dell'East End di Londra, inizio dicembre di fine Ottocento.

Il signor Arthur Constant chiede alla sua proprietaria di casa, la signora Drabdump, di essere svegliato presto. Questa, alle sei e quarantacinque del mattino di una fredda e nebbiosa giornata, bussa forte alla porta, ma non ottiene risposta, pertanto si reca in cucina a preparare la colazione. Alle sette e mezzo l'inquilino non si è ancora svegliato, quindi ribussa, ma anche questa volta non riceve risposta. Avendo lamentato la sera prima un forte mal di denti, la signora pensa che abbia deciso di dormire un po' di più. Quando si son fatte le otto e trenta, un terribile presentimento si insinua nella mente della donna, che decide di chiedere aiuto a George Grodman, un noto investigatore oramai in pensione, che abita dall'altro lato della strada. Giunti davanti alla porta, il detective prova a girare la maniglia, ma è chiusa, e l'unica cosa da fare, a questo punto, è forzarla. La stanza appare silenziosa e solo un filo di luce entra dalle finestre sbarrate. Improvvisamente la macabra scoperta: Constant giace nel letto con la gola tagliata. L'ipotesi di un suicidio viene subito scartata, ma anche quella di omicidio è improbabile. La stanza era chiusa a chiave e sprangata dall'interno, con le finestre sbarrate ed un camino troppo piccolo, per farvi passare una persona e non vi erano porte comunicanti. Un delitto all'apparenza impossibile, che sconvolge l'intera popolazione.

## Edizioni
- Israel Zangwill, Il grande mistero di Bow, I classici del giallo, Arnoldo Mondadori Editore, 1990, ISBN non esistente.
- Israel Zangwill, Il grande mistero di Bow, La memoria, Sellerio, 1994,  pp.171, ISBN non esistente.
- Israel Zangwill, Il grande mistero di Bow, traduzione di G. Viganò, I bassotti, Polillo, 2008,  pp.184, ISBN 978-88-8154-296-3.
- Israel Zangwill, Il grande mistero di Bow, traduzione di Ettore Franzi, Sellerio,  pp.184, ISBN 88-389-1069-3.